# Slava Polunin
Slava Polunin, celým jménem Vjačeslav Ivanovič Polunin (rusky Вячесла́в Ива́нович Полу́нин; * 15. června 1950 Novosil), je ruský klaun, mim, performer, herec a režisér. 
Je absolventem Ruské akademie divadelního umění a Petrohradského státního kulturního institutu. V roce 1968 založil v Leningradu soubor satirické klauniády Liceději. Jeho hereckými vzory byli Charlie Chaplin, Leonid Jengibarov a Norman Wisdom. Roku 1981 Polunin poprvé vystoupil v novoročním programu sovětské televize v populární roli klauna Asisjaje. V roce 1985 pořádal kurzy pantomimy v rámci moskevského Světového festivalu mládeže a studentstva a v roce 1987 stál u zrodu celosvazové přehlídky pouličního divadla. Objevil se jako herec ve filmech Přišel Bumbo, Jak se stát hvězdou a Zabít draka. V roce 1989 zorganizoval mezinárodní turné avantgardních divadelníků Mir Caravane. Je také zakladatelem umělecké společnosti nazvané Akademie bláznů. 
Slava Polunin je řazen k největším světovým klaunům všech dob a jeho čísla spojují absurditu, lyriku i tragikomičnost. Jeho nejslavnějším představením je Slava's Snowshow, s nímž vystupoval v padesáti zemích světa a získal za ně cenu Drama Desk Award. Od roku 1991 spolupracoval s Cirque du Soleil. Jeho program Slava Diabolo spolurežíroval Terry Gilliam. Polunin byl také uměleckým vedoucím Petrohradského státního cirkusu na Fontance. Jeho hlas se objevil v animovaném filmu Michaila Šemjakina Hoffmaniáda. 
V roce 1986 mu byla udělena Cena leninského Komsomolu, v roce 2001 titul Lidový umělec Ruské federace a v roce 2011 Řád přátelství. Je také nositelem Řádu umění a literatury, Ceny Laurence Oliviera, byl jmenován čestným občanem Londýna a na Mezinárodním festivalu klaunů v Cornellà de Llobregat získal Zlatý nos. 
Žije v Crécy-la-Chapelle ve Francii, kde založil umělecké centrum Žlutý mlýn. V letech 2020 a 2023 vystoupil s Vandou Hybnerovou v pražském divadle Hybernia.